# Белая (Могилёвская область)
Бе́лая (бел. Белая) — деревня в составе Черневского сельсовета Дрибинского района Могилёвской области Беларуси.

## Население
- 1999 год — 756 человек
- 2010 год — 577 человек